# Jacob Söderman

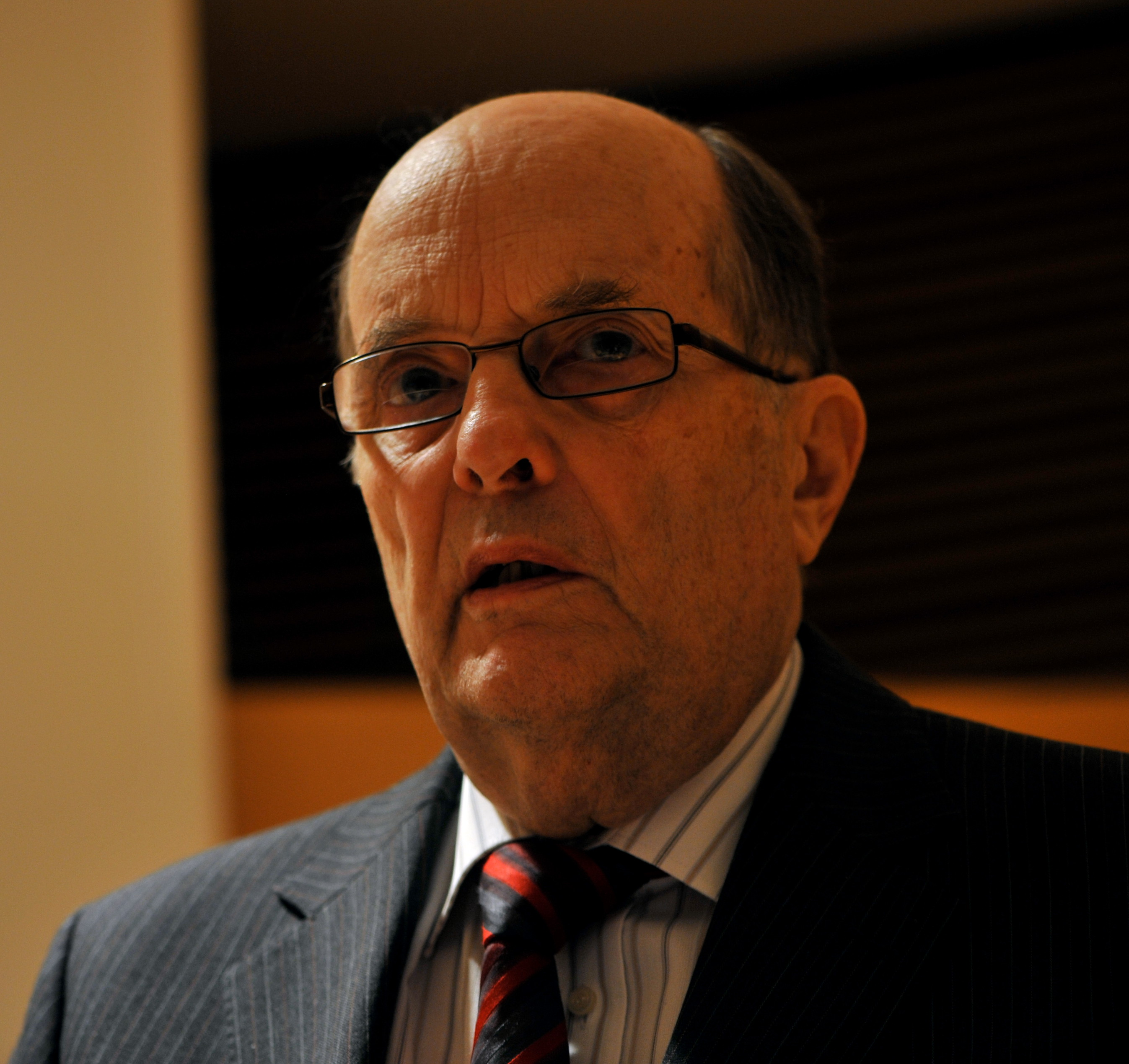
Jacob Söderman in Helsinki, Finnland im März 2014

Jacob-Magnus Söderman (* 19. März 1938 in Helsinki) ist ein finnlandschwedischer Beamter und Politiker. Er war der erste Europäische Bürgerbeauftragte.

## Leben
Jacob Söderman besuchte bis 1957 die schwedischsprachige Schule in Åggelby (schwedisch Åggelby svenska samskola), einem zweisprachigen Stadtteil von Helsinki. Danach studierte er Rechtswissenschaften an der Universität Helsinki und schloss sein Studium 1962 ab. Bis 1965 absolvierte er eine Ausbildung als Notar am Gericht und verteidigte 1967 seine Lizenziatur.

## Wirken
Zwischen 1966 und 1967 arbeitete Söderman als Universitätslektor an der Schwedischen Sozial- und Kommunalhochschule, seit 1984 als selbständige Einheit an die Universität Helsinki angegliedert. Von 1967 bis 1971 war er Direktor des Verbandes der ländlichen finnlandschwedischen Gemeinden (schwedisch Finlands svenska landskommuners förbund) und von 1971 bis 1982 Leiter der Ministerialverwaltung des Sozial- und Gesundheitsministeriums Finnlands. 1982 wurde er zum Landesherren der damaligen Provinz Uusimaa (finnisch Uusimaan lääni, schwedisch Nylands län) ernannt. Er hatte diese Funktion bis 1989, als er zum Parlamentarischen Ombudsmann (finnisch Eduskunnan oikeusasiamies, schwedisch Riksdagens ombudsman) ernannt wurde.
Für die Sozialdemokratische Partei Finnlands war Söderman Reichstagsabgeordneter zwischen 1972 und 1982 sowie 2007 bis 2011. 1971 war er Justizminister und 1982 Minister für Soziales und Gesundheit. Im Amtsenthebungsverfahrens gegen den damaligen Minister für Handel und Industrie Kauko Juhantalo 1993 war Söderman oberster Ankläger. Weitere wichtige Ämter waren der Vorsitz des Nationalen Medienrats (finnisch Julkisen sanan neuvosto, schwedisch Opinionsnämnden för massmedier) 2003–2005, Mitglied des Konsistoriums der Universität Helsinki 2004–2006 und im Mitglied der Group of Wise Persons des Europarats 2005–2006.
Zwischen 1995 und 2003 war er der erste Europäische Bürgerbeauftragte. Die Schaffung dieser Institution zielte auf eine bürgerfreundliche Öffnung der Verwaltung entsprechend dem sog. Nordischen Modell.

## Veröffentlichungen (Auswahl)
- Jacob Söderman: The disappearance of arrested persons in Chile. International Commission of Enquiry into the Crimes of the Military Junta in Chile, Helsinki 1976 (englisch).
- Jacob Söderman: Valkovuokkoja poimimassa : Oulunkylän tarinoita. Helsinki 2008, ISBN 978-952-92-3425-7 (finnisch).

## Auszeichnungen (Auswahl)
- 1993 Großkreuz des Ordens Bernardo O’Higgins
- 1995 Großkreuz des Ordens des Löwen von Finnland
- 1998 Politices Ehrendoktor der Åbo Akademi
- 1999 Juris Ehrendoktor der Universität Lappland
- 2001 Ritter der Ehrenlegion
- 2009 Verdienstmedaille des Svenska Finlands folkting in Gold
- 2010 Juris Ehrendoktor der Universität Helsinki

## Weiteres
Die Bundeszentrale für politische Bildung hat 1997 den Dokumentarfilm Apropos 128: Der Ombudsmann über Jacob Söderman produziert (Regisseur: Michael Schulz, 5 Min.).
Söderman war von 1965 bis 1967 Präsident des Helsinkier Fußballvereins IF Gnistan.